# Susan Fleming
Pour les articles homonymes, voir Fleming.
Susan Fleming (née le 19 février 1908, morte le 22 décembre 2002) est une actrice américaine.

## Biographie
Un des premiers rôles qui la fait connaître au cinéma est celui de Million Dollar legs dans Folies olympiques avec W. C. Fields. Elle était une des Ziegfeld Girl, et s'est mariée en 1936 avec Harpo Marx.

## Filmographie partielle
- 1926 : Pour une femme (The Ace of Cads) de Luther Reed
- 1931 : Lover Come Back
- 1931 : Arizona de George B. Seitz
- 1931 : A Dangerous Affair (en)
- 1931 : Le Ranch de la terreur (Ranch Feud)
- 1932 : Folies olympiques (Million Dollar Legs)
- 1933 : Olsen's Big Moment
- 1933 : He Learned About Women
- 1933 : I Love That Man
- 1933 : My Weakness
- 1933 : Nuits de Broadway (Broadway Through a Keyhole) de Lowell Sherman
- 1934 : Les Nuits de New York (Now I'll Tell)
- 1934 : She Learned About Sailors
- 1934 : Charlie Chan's Courage
- 1934 : Call It Luck
- 1935 : George White's 1935 Scandals
- 1935 : Cœurs brisés (Break of Hearts)
- 1936 : Le Grand Ziegfeld (The Great Ziegfeld)
- 1937 : La Loi de la forêt (God's Country and the Woman) de William Keighley